# Micropeza chillcotti
Micropeza chillcotti är en tvåvingeart som beskrevs av Merritt och Peterson 1976. Micropeza chillcotti ingår i släktet Micropeza och familjen skridflugor.
Artens utbredningsområde är British Columbia. Inga underarter finns listade i Catalogue of Life.